# 酷不列顛尼亞
酷不列顛尼亞（Cool Britannia）是在1990年代時，媒體用來描述英國文化發達狀態時的用語。這一用語出現在1990年代中期，在1990年代末期時曾風靡一時。酷不列顛和英國工黨於大選擊敗保守黨後，標榜「新工黨」並採取第三條道路的布萊爾政權有著密切的關係，亦反映出1970年代至1980年代的停滯、混亂時期結束後，英國國內在1990年代的樂觀氣氛。「酷不列顛尼亞」一詞改編自英國愛國歌曲《統治吧，不列顛尼亞！》（"Rule, Britannia"）。

## 背景
自1990年代前期開始，在英國誕生了眾多由青年世代創造的先端文化和媒體，並且給世界青年帶來影響。例如音樂界的英倫搖滾、流行電音、銳舞；美術界的英國青年藝術家（YBA）；時尚業界的約翰·加利亞諾和奧茲瓦爾德·博阿騰、亞歷山大·麥昆等青年設計師在世界掀起潮流。而報導這些流行動態，使用嶄新設計的音樂、文化、時尚雜誌也風行一時。
他們在柴契爾夫人政權下的不景氣時期的1980年代後期就已經開始活動，然而並未受到太多關注。進入1990年代後，他們接連得到大型媒體的合約和出資，有了將自己作品大範圍公開的機會。
英國在1990年代前期文化界巨星輩出，這些人主張和美國文化相比，英國文化具有其獨特性。不僅是在英國傳統強項的音樂、時尚 、出版 、廣告 、設計領域，在建築 、美術 、電腦遊戲 、體育界，英國也取得不小成就。在1996年，隨著電影迷幻列車在世界範圍內取得成功，即使是在長年低迷的電影業界，新世代也開始抬頭，源自英國的表現手法開始普及至全世界。
在同一時期的英國政界，1994年，41歳的托尼·布萊爾被選為工黨黨首，給英國國內帶來新鮮的衝擊。他標榜「新世代」「新工黨」的理念，將工黨和工會進行切割，使工黨由階級政黨轉換為國民政黨，並且將產業國有化的條款自黨綱領中刪除，轉換為市場經濟路線。
在經濟領域，隨著柴契爾政權時期實施規制緩和，世界各國對英國的投資逐漸增加。不止是金融業，工業也隨著海外企業的進出而實現復活。自1995年開始，英國擺脫了長年的經濟低迷，迎來的久違的好景氣。

## 軟性產業立國
在這一時期，中間左派智庫DEMOS（以提倡社會起業家等概念而聞名，成員幾乎均為成員幾乎均為20 – 39歲）的研究員馬克·萊納德做出提案，他認為為了將這一好景氣的局面延續至未來，應該以繁榮的音樂和時尚、文化、出版及廣播電視等素材為本，促進軟性產業創業，使文化進一步活性化，改變英國的貧困形象，並且對產業亦產生影響。
1997年，馬克·萊納德出版了一篇名為《註冊商標不列顛》（Britain [TM]: renewing our identity）的報告。
他認為在海外，外國對英國的「過去的大國、老朽化、衰退、失業、陰天、無聊」的根深蒂固的印象給對英經濟投資和人才流入帶來了負面影響。而實際上，大量的問卷調查結果證明英國實際上是「青年的才能使得文化繁榮、服務業發展、多民族共存」的國家，而這一現象卻幾乎不為人知。並作出為復活曾是英國標誌的「來自諸外國的人才流入」和「創造文化、政治和經濟的新概念」，英國有必要使軟性產業更加發達，將新鮮的文化傳播至世界，刷新世界對英國的印象的結論。這一報告引起很大反響，並取得了政府的關注。

## 「酷不列顛尼亞」用語的誕生
在1967年時，英國喜劇團體邦佐狗樂隊曾發表過一首名為「酷不列顛尼亞」的歌曲。邦佐狗樂隊深受達達主義的影響，和蒙提·派森亦有密切的關係。不過這首歌曲和現在的「酷不列顛尼亞」一詞並無太大關係。
新聞周刊在1996年末曾發表一篇題為「地球上最酷的首都」的文章，介紹倫敦的現況。這篇文章被認為是「酷不列顛尼亞」一詞誕生的契機。在這篇文章刊出之後不久，1997年開始，媒體和廣告業界在宣傳英國時，開始廣泛使用「酷不列顛」一詞。1997年，名利場雜誌以連恩·蓋勒格和派西·肯塞特為封面，發表了一篇名為「搖擺倫敦（Swinging London）」的專題，介紹來自英國的新文化。

## 国家品牌戰略
在1997年的選舉之後，工黨黨首，44歲的托尼布萊爾成為英國首相。在他當選之後， 綠洲樂隊的主唱諾爾·蓋勒格等各界青年藝人都對他發出致賀，一時成為話題。「酷不列顛尼亞」一詞也和布萊爾的新鮮形象一同普及（在1960年代工黨哈羅德·威爾遜内閣（1964年 - 1970年）初期時，亦曾有「搖擺倫敦（Swinging London）」一詞用來形容倫敦青年文化的繁榮景象）。
布萊爾首相迅速採納了「酷不列顛尼亞」這一用語和『註冊商標不列顛』這一概念，並且開始了其國家品牌戰略。
- 今後英國將以「酷不列顛尼亞」為國家形象。
- 其內容是「充滿年輕的慾望和活力，產生出多樣文化和通往未來的新想法的社會」。
- 將文化產業和媒體產業等定為「創意產業」，並將其作為今後增加就業、獲得外匯、吸引遊客、創造「酷不列顛」品牌的最重要產業。
- 利用創意產業將英國的先端的高端文化和在世界受歡迎的流行文化、能改變世界未來的革新性研究傳播至世界，在世界推廣「酷不列顛」品牌。
- 通過品牌的形成，吸引來自各國的經濟投資；遊客訪英；文化人移民英國。強化文化產業和藝術產業，並且通過觀光業、服務業、工業等各種產業來增加就業，讓英國成為多種文化共生且充滿能量的社會，實現持續繁榮、降低失業率、防止人口老齡化。

布萊爾首相創建了「創意產業特別委員會」（Creative Industries Task Force）。這個委員會的成員包括了馬克·萊納德、保羅·史密斯和李察·布蘭遜等文化產業界名人，以及媒體人和學者，將各種創意產業的振興策付諸實施。同時布萊爾還創建了「宣傳特別委員會」（Britain Abroad Task Force），並實施了刷新英國國家品牌的國家宣傳戰略。政府機構也被重整，國家遺產部改名為文化、媒體和體育部，除了管理文化遺產之外，也負責振興創意產業。
布萊爾政權的創意產業振興政策和國家宣傳戰略的主要內容包括：
- 對藝術文化、流行文化、體育界投入大量人力、資金和制度援助。
- 官民合作，支持創意產業出口至海外。
- 由宣傳特別委員會決定宣傳的目的市場和宣傳的資產，確立國家宣傳戰略。
- 刷新網站等宣傳手段，大量聘請設計師和建築家宣傳國家及地方事業。

例如為了迎接新千年，英國聘請新銳建築家設計大都市的都市更新工程，並誕生了倫敦眼和泰特現代藝術館等大規模文化及觀光設施（其中有許多在布萊爾時代之前就已經計劃，但在布萊爾政權時期得到大規模宣傳）。另外還通過彩票等資金，對文化藝術活動進行大規模財政支援（這也是在布萊爾之前就已經開始）。英國文化協會、英國航空等對外開放的機關和代表英國的企業的商標和更新為充滿現代感的設計，政府的文件和網站、設施等也由設計師重新設計。

## 酷不列顛尼亞熱潮
「酷不列顛尼亞」一詞很快就被用來表現充滿時尚感的倫敦流行文化。布勒、綠洲樂團、Suede、Supergrass、神韻合唱團、辣妹合唱團等音樂團體、時尚設計師和時尚雜誌、日式餐廳YO! Sushi等都是酷不列顛的典型例子。另外，美國的冰激凌企業Ben & Jerry's在英國國內還銷售過一款名為「酷不列顛」的冰激凌。然而在 1998年，經濟學人雜誌在文章中稱，「已經有很多人對酷不列顛感到厭煩」，並預言在2000年之前，酷不列顛一詞將只會有諷刺或愚弄之意味。
同樣的現象也出現在威爾士和蘇格蘭，當時也曾出現過「酷庫姆里」和「酷喀里多尼亞」等用語，但因缺乏實際內容，即使是現在也幾乎不為人所知。

## 2000年代：酷不列顛尼亞的退潮
隨著英倫搖滾的逐漸的退潮，英國青年藝術家的活動也一時結束，曾是流行語的「酷不列顛尼亞」也完全化為死語。另外布萊爾政權也失去了當時的人氣，工黨內和布萊爾對立的另一位有力者戈登·布朗就曾表示他否定「酷不列顛尼亞」，並且認為應該更強調「英國的傳統一面伝」。藝術界和流行文化界也開始自問，酷不列顛尼亞政策中的創意產業振興策是否真的提高了英國文化的品質，資金是否真的用在了需要支援的部門上。
然而毫無疑問，酷不列顛尼亞政策使得一些觀光和文化設施成為英國新的旅遊景點，並且提高了英國在世界藝術界和流行文化界的存在感。現在很多人都認為英國不僅是個傳統的國家，也是「融合了傳統與現代」的國家。

## 外部連結
- BBC的「New Brit」專題 （页面存档备份，存于）
- 描述英倫搖滾鼎盛期的紀錄片「liveforever」（2004年）
- Whatever happened to Cool Britannia ? The UK after eight years of Blair